# Mierzęcin (powiat sierpecki)
Mierzęcin – wieś w Polsce położona w województwie mazowieckim, w powiecie sierpeckim, w gminie Szczutowo. Ma status sołectwa.
| SIMC    | Nazwa   | Rodzaj    |
| ------- | ------- | --------- |
| 0578489 | Borek   | część wsi |
| 0578495 | Łukomka | część wsi |

## Podział administracyjny
W latach 1975–1998 miejscowość administracyjnie należała do województwa płockiego.

## Demografia
Według Narodowego Spisu Powszechnego (III 2011 r.) wieś liczyła 130 mieszkańców.
Według spisu powszechnego z 1921 we wsi było 13 budynków i 78 mieszkańców, spośród których wszyscy deklarowali się jako osoby narodowości polskiej wyznania rzymskokatolickiego.